# Battlefield 3
Battlefield 3 là một game bắn súng góc nhìn thứ nhất được EA DICE phát triển và Electronic Arts phát hành. Đây là phần tiếp theo trực tiếp của Battlefield 2 năm 2005, và phần thứ mười một trong dòng game Battlefield. Trò chơi được phát hành tại Bắc Mỹ vào ngày 25 tháng 10 năm 2011 và tại Châu Âu vào ngày 28 tháng 10 năm 2011 cho Microsoft Windows, PlayStation 3 và Xbox 360. Phần tiếp theo, Battlefield 4, được phát hành vào năm 2013.
Trong chiến dịch của Battlefield 3, người chơi sẽ đảm nhận một số vai trò quân sự: lính Thủy quân lục chiến Hoa Kỳ, sĩ quan hệ thống vũ khí F/A-18F Super Hornet, lính xe tăng M1A2 Abrams và đặc công Spetsnaz. Chiến dịch diễn ra ở nhiều địa điểm khác nhau và đi theo câu chuyện của hai nhân vật, Henry Blackburn và Dimitri Mayakovsky.

## Lối chơi

Ảnh chụp màn hình chế độ chiến dịch chơi đơn của Battlefield 3. Tại đây, nhân vật người chơi "Dima" được trang bị khẩu G36C

Battlefield 3 có các trận chiến vũ trang kết hợp trên các chế độ chơi đơn, cộng tác và chơi mạng. Nó giới thiệu một số yếu tố vắng mặt trong các phiên bản của Bad Company, bao gồm máy bay chiến đấu, tư thế nằm sấp và những trận đánh lên tới 64 người chơi trên PC. Để phù hợp với số lượng người chơi thấp hơn trên console, diện tích mặt đất bị giới hạn cho Xbox 360 và PS3, mặc dù không gian bay vẫn giữ nguyên.
Game có những màn chơi lấy bối cảnh ở Paris, Tehran (cũng như các địa điểm khác ở Iran), Sulaymaniyah ở Iraq, Thành phố New York, Wake Island, Oman, Thành phố Kuwait và các khu vực khác của Vịnh Ba Tư. Số màn chơi này bao gồm các đường phố đô thị, khu vực trung tâm thành phố và cảnh quan mở phù hợp với những loại khí tài quân sự. Battlefield 3 giới thiệu "Battlelog"; một dịch vụ xã hội đa nền tảng miễn phí với tin nhắn văn bản tích hợp, liên lạc bằng giọng nói, thành tích game và khả năng tham gia các trò chơi mà bạn bè đang chơi (mặc dù cả hai người chơi cần phải ở trên cùng một nền tảng).

### Cộng tác
Một bản demo có chế độ co-op mới đã được giới thiệu tại Gamescom 2011. Chia đôi màn hình không khả dụng. Mạng xã hội mới Battlelog của Battlefield 3, DICE lưu ý, sẽ được gắn với tất cả các trận đấu co-op, cho phép người chơi cố gắng đánh bại điểm số của bạn bè và theo dõi thành tích của họ. Tham gia chế độ co-op cho phép người chơi thu thập các điểm mở khóa nội dung bổ sung có thể được sử dụng trong mục chơi mạng.

### Chơi mạng

Ảnh chụp màn hình của HUD như được hiển thị trong máy bay chiến đấu ở chế độ nhiều người chơi

Các trận đấu nhiều người chơi của Battlefield 3 cho thấy người chơi đảm nhận một trong bốn vai trò: Assault (Tấn công), Support (Hậu cần), Engineer (Công binh) và Recon (Trinh sát). Lớp Assault tập trung vào súng trường tấn công và chữa lành cho đồng đội. Lớp Support tập trung vào súng máy hạng nhẹ và cung cấp đạn dược. Lớp Engineer tập trung vào việc hỗ trợ và phá hủy các phương tiện. Lớp Recon tập trung vào bắn tỉa và phát hiện quân thù. Cơ chế của vũ khí đã được thay đổi để sử dụng engine mới: vũ khí tương thích có thể có chân súng kèm theo, sau đó dùng triển khai khi ở tư thế nằm sấp bị hoặc gần cảnh quan phù hợp, và giúp tăng đáng kể độ chính xác và giảm độ giật. Hỏa lực răn đe từ vũ khí làm mờ tầm nhìn và làm giảm độ chính xác của những người nằm trong tầm bắn, cũng như tái tạo lại máu. Lớp Recon có thể đặt đèn hiệu vô tuyến ở bất cứ đâu trên bản đồ và tất cả các thành viên trong đội sẽ tái sinh ở vị trí của đèn hiệu đó.
Một số chế độ game có mặt, bao gồm Conquest, Rush, Squad Deathmatch, Squad Rush và lần đầu tiên kể từ Battlefield 1942, Team Deathmatch. Tuy nhiên, có nhiều mục chơi hơn thông qua việc mua thêm gói nội dung tải về. Phiên bản PC của Battlefield 3 theo mặc định được khởi chạy thông qua trình duyệt web từ trang web Battlelog. Một trình duyệt máy chủ có mặt trong các phiên bản console của trò chơi.

## Nội dung tải về

#### Back to Karkand
Bản DLC đầu tiên, "Back to Karkand", đã được công bố trước khi ra mắt và được phát hành vào ngày 13 tháng 12 năm 2011 cho PC và Xbox 360, trong khi chủ sở hữu PlayStation 3 đã nhận được nó một tuần trước đó. Nó có giá 15 đô la Mỹ nhưng miễn phí cho tất cả người dùng đã mua phiên bản limited edition. Nó có bốn bản đồ được làm lại từ Battlefield 2, ba khí tài mới và mười loại vũ khí mới.

#### Close Quarters
Tại GDC 2012, DICE tiết lộ sẽ phát hành thêm ba DLC nữa. Bản DLC thứ hai, "Close Quarters" đã ra mắt vào tháng 6 năm 2012 với bốn bản đồ định hướng bộ binh mới, mười vũ khí mới, Phá hủy HD, mười nhiệm vụ mới, năm Dogtags độc đáo và mục chơi mới, Conquest Domination, một kiểu chơi Conquest được điều chỉnh cho không gian nhỏ hơn.

#### Armored Kill
Bản DLC thứ ba, "Armored Kill" đã ra mắt vào ngày 4 tháng 9 năm 2012 cho người dùng PlayStation 3 premium và ngày 11 tháng 9 cho người dùng Xbox 360 và PC. DLC đã được cung cấp cho người dùng PlayStation 3 và Xbox 360 không có premium vào ngày 25 tháng 9 năm 2012. Armored Kill bao gồm các mẫu khí tài mới, cụ thể là xe tăng, ATV và pháo di động, cũng như bản đồ định hướng khí tài mới và thứ được gọi là "bản đồ lớn nhất trong lịch sử Battlefield".

#### Aftermath
Một DLC có tên "Aftermath" đã được tiết lộ trong đoạn trailer dành cho Battlefield 3 Premium. Nó được phát hành cho những người có lượt đăng ký PlayStation 3 Premium vào ngày 27 tháng 11 năm 2012 và cho những người có lượt đăng ký PC và Xbox 360 Premium vào ngày 4 tháng 12 năm 2012. "Aftermath" được phát hành cho những người có lượt đăng ký không có Premium trên PlayStation 3 vào ngày 11 tháng 12 năm 2012 và trên PC và Xbox 360 vào ngày 18 tháng 12 năm 2012.

#### End Game
Bản DLC thứ năm, "End Game", được phát hành cho các thành viên PlayStation 3 Premium vào ngày 5 tháng 3 năm 2013 và cho các thành viên PC và Xbox 360 Premium vào ngày 12 tháng 3 năm 2013, sau đó cho người chơi không có Premium PlayStation 3 vào ngày 19 tháng 3 năm 2013 và cho người chơi PC và Xbox 360 vào ngày 26 tháng 3 năm 2013. Nó được phát triển cùng với Visceral Games.

### Tiểu thuyết
Andy McNab đã viết một cuốn tiểu thuyết gắn liền có tựa Battlefield 3: The Russian, khi kể về câu chuyện của lính đặc công GRU Spetsnaz Dmitri "Dima" Mayakovsky và sự liên quan của ông chống lại PLR, cũng như mối liên hệ của ông với nhân vật phản diện Solomon. McNab cũng từng là cố vấn của trò chơi về chiến thuật quân sự. Cuốn tiểu thuyết được phát hành vào ngày 25 tháng 10 năm 2011.

## Đón nhận
Battlefield 3 nhận được đánh giá tích cực. IGN chấm cho game 9.0/10.0 điểm cho tất cả các hệ máy, và ca ngợi đồ họa và trò chơi nhiều người chơi. Mặc dù nó chỉ trích câu chuyện của phần chiến dịch chơi đơn và thỉnh thoảng bị trục trặc của game engine, nhưng nó vẫn mang lại cho trò chơi một đánh giá chủ yếu tích cực, "Bất kể những sai lầm kể chuyện hay những trục trặc không thường xuyên, Battlefield 3  mang đến một thế giới khó quên, đẳng cấp thế giới của tổ khúc chơi mạng chắc chắn sẽ kích thích người hâm mộ game bắn súng."
Joystiq đã trao thưởng cho game 4,5/5 sao, nói rằng chiến dịch này là "tuyến tính chiến thuật" và A.I. trong trò chơi "tàn sát bừa bãi trong chiến đấu". Khiếu nại cũng được tạo ra từ khía cạnh nhiều người chơi, nói rằng sự hủy diệt ít hơn mong đợi: "Đó không phải là Bad Company 2, và các màn chơi sẽ không bắt đầu nguyên vẹn và kết thúc giống như bề mặt của mặt trăng như cách họ thường làm trong game này." Tuy nhiên, họ đã ca ngợi trải nghiệm nhiều người chơi là "không gì sánh được", nói rằng đây là lý do duy nhất để mua trò chơi này.
GameSpot chấm cho Battlefield 3 8.5/10 điểm trên tất cả các hệ máy. Họ ca ngợi phần chơi mạng sâu sắc, nhiều loại khí tài tuyệt vời, nhiều môi trường được thiết kế tốt và hệ thống phần thưởng tuyệt vời cho lối chơi tập thể; tuy nhiên, họ chỉ trích phần chiến dịch này là "buồn tẻ và đáng thất vọng" và sử dụng một "công thức quen thuộc". Chế độ cộng tác đã được xem thuận lợi; chỉ trích duy nhất về các nhiệm vụ cộng tác là "chẳng có gì nhiều trong số đó để giữ cho bạn bận rộn".
Official Xbox Magazine chấm cho game 9/10 điểm, khen ngợi game vì chế độ nhiều người chơi, nhưng chỉ trích chiến dịch solo. Tương tự, Official Xbox Magazine (UK) chấm cho game 8/10 điểm, hoan nghênh mục chơi mạng của nó và gọi đó là "Phần chơi mạng Battlefield mở rộng nhất, tinh tế nhất" đồng thời chỉ trích trải nghiệm chơi đơn.

### Doanh số
Theo EA, Battlefield 3 đã thu được 3 triệu đơn đặt hàng trước vào ngày phát hành. Tổng số đơn đặt hàng trước làm cho nó trở thành "game bắn súng góc nhìn thứ nhất lớn nhất trong lịch sử EA", theo nhà phát hành. Hai ngày sau khi ra mắt, Giám đốc điều hành EA John Riccitiello đã thông báo qua một cuộc gọi hội nghị tới các nhà đầu tư rằng Battlefield 3 đã xuất xưởng 10 triệu bản trong vòng một tuần phát hành, với 3 triệu trong số đó là các đơn đặt hàng trước. Electronic Arts tuyên bố rằng tựa game này đã bán được 5 triệu bản trong tuần đầu tiên có sẵn, dễ dàng trở thành trò chơi bán chạy nhất của nó. au một tháng, giám đốc tài chính của EA là Eric Brown tuyên bố Battlefield 3 đã bán được 8 triệu bản và nhà phát hành đã chuyển 12 triệu bản trò chơi cho các nhà bán lẻ, nhiều hơn 2 triệu so với số lượng xuất xưởng trong tuần ra mắt. Peter Moore, COO cao cấp của EA, nhấn mạnh rằng Battlefield 3 đã chiếm được thành công một phần thị phần của Call of Duty: Modern Warfare 3. Ngày 29 tháng 6 năm 2012, EA tiết lộ rằng game này đã bán được 15 triệu bản.
Tại Nhật Bản, Battlefield 3 đã bán được khoảng 123.379 bản cho PlayStation 3 và 27.723 bản cho Xbox 360 khi phát hành. Trong tuần đầu tiên, trò chơi đã bán được 18.792 bản cho PlayStation 3 với tổng số 142.171 bản. Phiên bản PlayStation 3 sau đó đã bán được 8.094 bản với tổng số 150.265 bản.

### Phản ứng khác
Một cảnh trong đó người chơi được nhắc giết một con chuột đang tấn công nhân vật của họ đã bị tổ chức People for the Ethical Treatment of Animals (PETA) chỉ trích. Trong một thông cáo báo chí do văn phòng của tổ chức Đức ban hành, họ tuyên bố rằng trò chơi này "đối xử với động vật một cách tàn bạo". Bản thông cáo này còn đi xa hơn để nói rằng cảnh này có thể để lại "tác động tàn bạo đối với đối tượng là nam giới trẻ tuổi".
Việc tái tạo các cảnh khác nhau trong Battlefield 3 có độ chính xác cao so với các đối tác ngoài đời thực của họ như Grand Bazaar. Iran đã phản ứng với những cảnh quay trong nước bằng cách cấm bán game này. Vì trò chơi chưa được phát hành chính thức tại quốc gia này, chính quyền đã thực thi nghiêm ngặt việc ngăn chặn việc phân phối các bản sao lậu của trò chơi. Điều này được đưa ra sau khi các game thủ Iran đã phản đối việc phát hành trò chơi và kêu gọi một lời xin lỗi.

### Giải thưởng
- Best Shooter, 2011 IGN People's Choice Award[61]
- Best Multiplayer Game, 2011 IGN People's Choice Award[62]
- Best Xbox 360 Shooter, Best of 2011 IGN Award & 2011 IGN People's Choice Award[63]
- Best Xbox 360 Multiplayer Game, Best of 2011 IGN Award & 2011 IGN People's Choice Award[64]
- Best PS3 Shooter, 2011 IGN People's Choice Award[65]
- Best PS3 Multiplayer Game, Best of 2011 IGN Award & 2011 IGN People's Choice Award[66]
- Best PC Shooter, Best of 2011 IGN Award & 2011 IGN People's Choice Award[67]
- Best PC Multiplayer Game, Best of 2011 IGN Award & 2011 IGN People's Choice Award[68]